# Okres Nisko
Okres Nisko (polsky Powiat niżański) je okres v polském Podkarpatském vojvodství. Rozlohu má 785,58 km² a v roce 2021 zde žilo 65 687 obyvatel. Sídlem správy okresu je město Nisko.

## Gminy
Městsko-vesnické:
- Nisko
- Rudnik nad Sanem
- Ulanów

Vesnické:
- Harasiuki
- Jarocin
- Jeżowe
- Krzeszów

## Města
- Nisko
- Rudnik nad Sanem
- Ulanów